# Área da Paisagem Protegida da Baía da Maia
A Área da Paisagem Protegida da Baía da Maia localiza-se na freguesia do Santo Espírito, concelho da Vila do Porto, na ilha de Santa Maria, nos Açores. Constitui-se em uma paisagem protegida de interesse regional, administrada pela Região Autónoma dos Açores.
A baía da Maia inscreve-se na parte sudoeste da ilha. É uma tradicional zona de veraneio, caracterizada por uma paisagem marcada pela presença de vinhedos, que sobem pela encosta, protegidos por "quartéis" erguidos pedra basáltica. É dominada, no alto de uma escarpa em uma das suas extremidades, pelo farol de Gonçalo Velho.
A zona protegida está delimitada pela linha da costa e pelas linhas retas imaginárias entre a Ponta do Castelete, a baixa da Maia e a Ponta do Castelo.